# Tournehem-sur-la-Hem
Tournehem-sur-la-Hem är en kommun i departementet Pas-de-Calais i regionen Hauts-de-France i norra Frankrike. Kommunen ligger i kantonen Ardres som tillhör arrondissementet Saint-Omer. År 2022 hade Tournehem-sur-la-Hem 1 353 invånare.

## Befolkningsutveckling
Antalet invånare i kommunen Tournehem-sur-la-Hem
| Referens: INSEE |